# 艾爾海森
艾爾海森是米哈游開發的电子游戏《原神》中的虛構角色，角色於遊戲2022年更新的3.0版本中登場，2023年成為可玩角色。他是遊戲中虛構國家須彌的學者，是虛構政府和學術組織須彌教令院的書記官。艾爾海森的角色設定參考自阿拉伯數學家、物理學家伊本·海什木，人物形象上與《崩壞3rd》中的蘇有相似之處。艾爾海森的華語配音为楊超然，日語配音为梅原裕一郎，英語配音为納齊耶·塔爾沙（Nazeeh Tarsha），韓語配音为田昇和。艾爾海森的角色故事、人物設定，以及與室友卡維的互動，都受到評論員的正面評價。艾爾海森的角色戰鬥玩法也受到評論員的好評；儘管如此，艾爾海森的角色卡池銷量卻並不好。

## 创作与设计
艾爾海森最早出現在遊戲《原神》的須彌預告短片「明慧的序曲」中，隨後於遊戲3.0版本主線劇情的須彌篇中出現，作為非玩家角色登場。米哈遊在遊戲前瞻直播中宣佈將推出艾爾海森的可玩角色。2023年1月13日米哈遊釋出艾爾海森的角色預告片「疑问与沉默」；1月17日釋出角色演示預告「思而后行」；遊戲3.4版本更新後同步釋出艾爾海森的戰鬥教學影片。
艾爾海森的名字參考自伊斯蘭黃金時代的阿拉伯數學家、物理學家伊本·海什木，他在光學研究方面有突出成就。艾爾海森技能模組中「琢光鏡」的設計也來源於此。在製作組的設定中，艾爾海森是須彌教令院知論派的學者，也是教令院的現任書記官。雖然位高權重，他卻不熱衷於教令院的會議和決策；相反，他享受著以讀書為樂低調生活。在人物外觀設計上，艾爾海森與《崩壞3rd》中的蘇擁有相同的灰色頭髮（綠色髮梢）、相似的體形和服裝設計，還擁有相同的華語配音員（楊超然），被一些玩家看作是蘇的同位體。
艾爾海森的日語配音为梅原裕一郎。在採訪中梅原裕一郎表示，初次為艾爾海森配音時，他發覺艾爾海森雖然是智慧型角色，但也有不太擅長和人交流的一面；後來在配音的過程中，他逐漸感覺到艾爾海森的情感是很豐富、細膩的，很有人情味，比起其他角色更加冷靜、但並不傲慢，會儘量保持合群。他认为艾尔海森的配音工作较难，且部分语句易产生歧义，情感难以把握。。艾爾海森的華語配音为楊超然，英語配音为納齊耶·塔爾沙（Nazeeh Tarsha），韓語配音为田昇和。

## 作品中表现

### 角色故事
艾爾海森是須彌教令院知論派學者，也是教令院的現任書記官。他以理性見長，在教令院中卻主動遠離政治中心，以讀書為樂。草神納西妲也稱讚他「每時每刻都在保持思考」。他與卡維是室友。
在遊戲主線劇情的須彌篇中，艾爾海森與旅行者在奧摩斯港碰面，旅行者在艾爾海森的幫助下獲得了名為「神明罐裝知識」的情報。後來，旅行者前往沙漠尋求解救被教令院囚禁的小草神納西妲的辦法，艾爾海森決定與旅行者同行，並在過程中與賽諾、迪希雅等人合作，揭開了教令院的陰謀。眾人最終結為同盟，策劃了一系列顛覆智慧宮政權的行動，將小草神救出。在推翻教令院政權之後，小草神出面重新推選了教令院六賢者，艾爾海森擔任代理賢者。小草神希望艾爾海森擔任「大賢者」，被艾爾海森拒絕；在艾爾海森的支線故事後，艾爾海森更打算辭去代理賢者的職務，做回書記官。

### 角色玩法
艾爾海森是草元素五星單手劍角色。他的元素攻擊可以創造名為「琢光鏡」的跟隨物，不但能增加艾爾海森的傷害、使艾爾海森的普通攻擊轉變為草元素，還能協同作戰。
據PCGamesN報道，部分玩家發現了與艾爾海森技能有關的一個有趣的程式錯誤：由於艾爾海森的技能可以使其跳躍入天空，如果在此時與敵人丟擲出的物體碰撞、艾爾海森的跳躍被打斷，若掌握恰好的時機，艾爾海森將不受控制地以拋物線彈射向空中，到達很遠的地方。

## 反响与评价
艾爾海森受到玩家的喜愛。玩家通過角色扮裝的方式表達對艾爾海森的喜愛。還有玩家基於艾爾海森的故事進行二次創作，推出了遊戲《準時閃人艾爾海森》講述臨近下班時間的艾爾海森通過智慧爭取按時下班的故事。儘管艾爾海森受到玩家喜愛，角色卡池的銷量卻並不好。在遊戲3.4版本角色上線後，據數據分析網站GenshinLab統計，包含艾爾海森和魈在內的角色卡池銷量相當低，PCGamesN評論員認為這是因為其之後一期卡池中包含胡桃和夜蘭兩位強力角色，故許多玩家跳過了這一期卡池。
GamesRadar+評論員稱讚艾爾海森足智多謀的形象，雖然艾爾海森有時的表現就如同「書呆子Emoji」一樣。艾爾海森對草神納西妲的態度和看法也令其具有十足的魅力。艾爾海森高大英俊、體格健壯、肌肉發達的外貌，與其書記官的形象反差很大，更與他在主線劇情中展現的推翻秘密警察國家的能力形成鮮明的反差，這讓艾爾海森成為了廣受喜愛的角色。Kotaku評論員姜思琪評價艾爾海森是須彌主線劇情當中最有趣的角色。雖然艾爾海森自稱為「文弱的學術分子」，他實際上卻完全不是這樣。雖然他不願意擔任須彌的最高領導人，他的同伴們也會把他抬上架、讓他來主持政府的運作，這讓她十分期待後續劇情的發展。Screen Rant評論員表示艾爾海森與其室友卡維的互動也十分有趣，兩人雖然同居、同為教令院學者，卻是完全相反、鏡像的角色。艾爾海森邏輯性強、精於算計，而卡維則充滿感性和體貼。因為性格不合，兩人常常吵架，但兩人卻又取長補短、互相幫助，讓兩人的關係十分貼近。把兩人的關係與須彌地區雨林和沙漠作類比，認為這拓展了須彌地區對理性和感性的探討。Game Rant評論員則將卡維和艾爾海森比作柏拉圖和亞里斯多德，卡維是柏拉圖那樣的唯心主義者，艾爾海森是亞里斯多德那樣的唯物主義者，認為遊戲探討了唯物與唯心的矛盾。
在角色戰鬥玩法上，有玩家發現，相比於遊戲中已經出場的成年男性單手劍角色，艾爾海森是首個將劍背於左側的角色。由於遊戲內動作模組複用率較高，一些玩家認為是製作組專門為艾爾海森製作了左側負劍的動作模組。雖然先前在測試服中一度流傳艾爾海森的角色數據被減弱的消息，角色實際上線後卻得到較為正面的評價。《香港01》評論員林卓恆、Game Rant評論員都表示艾爾海森有著相當不錯的攻擊能力，可以作為主力攻擊手；也可以對敵人施加草元素效果，有助於與其他元素的角色配合，產生元素反應。

## 外部連結
- YouTube上的《原神》艾尔海森角色PV——「疑问与沉默」
- YouTube上的《原神》角色演示-「艾尔海森：思而后行」
- YouTube上的《原神》拾枝杂谈-「艾尔海森：诠辩深妙」